# Römershager Forst-Nord
Der Römershager Forst-Nord ist ein 12,92 km² großes gemeindefreies Gebiet im Landkreis Bad Kissingen in der bayerischen Rhön. Das Gebiet ist komplett bewaldet.

## Geografie

### Lage
Der Römershager Forst-Nord liegt nördlich der Stadt Bad Brückenau mit dem namensgebenden Stadtteil Römershag und südlich des Truppenübungsplatzes Wildflecken. Durch das gemeindefreie Gebiet verlaufen die Bundesautobahn 7 sowie die Bundesstraße 27. Im Römershager Forst-Nord liegen einige Exklaven  der Stadt Bad Brückenau. Die höchste Erhebung ist ein namenloser Berg mit 609 m ü. NN.

### Nachbargemeinden
|                  | Gemeinde Motten     | Markt Wildflecken |
| Gemeinde Sinntal |                     |                   |
|                  | Stadt Bad Brückenau |                   |

## Kultur und Sehenswürdigkeiten

### Baudenkmäler
→ Liste der Baudenkmäler im Römershager Forst-Nord

## Verkehr
Das Gebiet wird von der Autobahn A7, deren Ausfahrt Bad Brückenau-Volkers in ihm liegt, und von der Bundesstraße B27 durchquert.